# Zeta Andromedae
Zeta Andromedae este o stea din constelația Andromeda.